# Thomas James Holden
Thomas James Holden (ur. 1896, zm. 1953) – amerykański gangster, jeden z dwóch przywódców gangu Holden-Keating. W 1949 zamordował żonę i dwóch szwagrów. Z tego powodu w 1950 został pierwszą osobą umieszczoną na nowo utworzonej liście 10 Najbardziej Poszukiwanych Zbiegów FBI.

## Działalność gangsterska
W 1926 razem z Francisem Keatingem założył gang Holden-Keating. Napadali na ciężarówki, pociągi oraz banki. Łącznie ukradli setki tysięcy dolarów. Zostali zatrzymani w marcu 1928, po tym jak ich wspólnik zeznał w sprawie napadu na pociąg w Evergreen Park w stanie Illinois. Holden oraz Keating zostali uznani za winnych, skazani na 25 lat więzienia i osadzeni w federalnym zakładzie karnym w Leavenworth w Kansas. W 1930 uciekli, dzięki fałszywym przepustkom. Udali się do Saint Paul w Minnesocie, gdzie ponownie założyli gang i dokonywali napadów. Dodatkowo szmuglowali broń i amunicję do Leavenworth w Kansas i pomogli uciec innym skazańcom. Zostali zatrzymani przez Federalne Biuro Śledcze razem z dwójką wspólników w lipcu 1931, kiedy grali w golfa w Kansas. Holden został osadzony na Alcatraz. Wyszedł z więzienia warunkowo 28 listopada 1947 z powodu choroby reumatycznej serca, po czym powrócił do rodzinnego Chicago.

## Zabójstwo żony i jej braci

### Zarzuty i śledztwo
5 czerwca 1949 o godzinie 3:15 rano policja otrzymała zgłoszenie krzyków i strzałów na czwartym piętrze w budynku mieszkalnym w Chicago. Po przybyciu na miejsce znaleźli martwą kobietę i dwóch martwych mężczyzn, a na komodzie rewolwer kalibru .38 zawierający cztery zużyte naboje. Ofiarami byli żona Thomasa Jamesa Holdena, Lillian, i jej dwaj bracia, rodzony Ray Griffin i przyrodni John Archer. Żona Raya Griffina, Elva, została postrzelona, ale przeżyła i wieczorem tego samego dnia złożyła zeznania. Według niej bracia Lillian pili w saloonie, kiedy 54-letni Thomas James Holden kłócił się z żoną, bo chciała od niego odejść. Gdy bracia wrócili do mieszkania Holdena, ten bił Lillian, więc ruszyli jej na pomoc. Wtedy Holden strzelił do żony, szwagrów oraz Elvy i uciekł z miejsca zbrodni.
Przez ponad rok Holden pozostawał zbiegiem. 14 marca 1950 Federalne Biuro Śledcze po raz pierwszy przedstawiło publicznie listę 10 Najbardziej Poszukiwanych Zbiegów, zawierającą zdjęcia, opisy i szczegóły dotyczące zbiegów uważanych za najbardziej niebezpiecznych. Holden był pierwszą osobą umieszczoną na liście ze względu na brutalność dokonanego w 1947 morderstwa i swoją przeszłość kryminalną. Agencja prasowa The International News Service, wyznaczona przez Biuro do wypromowania listy, opisała Holdena słowami człowiek, którego wolność w społeczeństwie jest zagrożeniem dla każdego mężczyzny, kobiety i dziecka w Ameryce.

### Zatrzymanie i więzienie
W czerwcu 1951 Holden został rozpoznany w Beaverton w Oregonie przez osobę, która widziała jego zdjęcie w gazecie The Oregonian. Pracował jako tynkarz i posługiwał się imieniem John Roger McCullough. Agenci federalni zastali go przy ulicy Scholls Ferry Road, kiedy razem z ekipą był w trakcie przebudowy domu na zlecenie. Początkowo składał fałszywe zeznania, ale odciski palców potwierdziły jego tożsamość. W końcu przyznał się do stawianych mu zarzutów. Został skazany i osadzony w zakładzie karnym, gdzie spędził resztę życia. Zmarł dwa lata później w wieku 57 lat.